# لقب شيخ الإسلام في الدولة العثمانية
أطلق لقب «شيخ الإسلام» على المفتي الأكبر في الدولة العثمانية، وكان مقره في عاصمة الدولة العثمانية الآستانة (إسطنبول). وقد نشأ هذا المنصب حين خص السلطان محمد الفاتح المفتي بهذا اللقب سنة 1451م، ثم أخذت مكانة المنصب تعلو حتى غدا منصبًا ذا أهمية كبرى في عهد السلطان سليم الأول، وفي عهد السلطان سليمان القانوني، غدت مشيخة الإسلام مؤسسة إدارية وقانونية مهمتها إرساء القواعد التبريرية للسياسة السلطانية عبر فتاويها واجتهاداتها. وقد اجمع المؤرخون على ظهور هذا المركز في عهد السلطان محمد الفاتح وآخر من تولى مشيخة الإسلام بالدولة العثمانية مصطفى صبري التوقادي ونفي من دولة الخلافة قبيل إسقاطها هو ووكيله محمد زاهد الكوثري.

## قائمة شيوخ الإسلام
| 1. الشيخ إده بالي (أديب علي) (1246 - 1326) 2. ملا شمس الدين محمد بن حمزة الفناري (1424 - 1430) 3. ملا فخر الدين عجمي (1430 - 1460) 4. ملا خسرو (1460 - 1480) 5. أحمد بن إسماعيل بن عثمان الكوراني شهاب الدين الشافعي (1480 - 1488) 6. ملا عبد الكريم (1488 - 1495) 7. علاء الدين العربي الجلبي أفندي (1495 - 1496) 8. أفضل زاده حميد الدين أو أفضل الدين الحسيني (1496 - 1503) 9. علي أفندي الزنبيلي أو علاء الدين علي بن أحمد جمالي (1503 - 1526) 10. ابن كمال (1526 - 1534) 11. سعد الله سعدي أفندي (1534 - 1539) 12. جوي زاده محيي الدين محمد أفندي (1539 - 1542) 13. عبد القادر حمدي جلبي (1542 - 1543) 14. محيي الدين الجلبي (1543 - 1545) 15. أبو السعود أفندي (1545 - 1574) 16. جوي زاده حامد أفندي (1574 - 1577) 17. قاضي زاده احمد شمس الدين أفندي (1577 - 1580) 18. معلول زاده محمد أفندي (1580 - 1582) 19. جوي زاده حاجي محمد أفندي (1582 - 1587) 20. عبد القادر شيخي أفندي (1587 - 1589) 21. بستان زاده محمد أفندي (1589 - 1592) (الفترة الأولى) 22. بيرام زاده زكريا أفندي (1592 - 1593) 23. بستان زاده محمد أفندي (1593 - 1598) (الفترة الثانية) 24. الخوجة سعد الدين أفندي (1598 - 1599) 25. الحاجي مصطفى صنع الله أفندي (1599 - 1601) (الفترة الأولى) 26. خوجة زاده محمد أفندي (1601 - 1603) (الفترة الأولى) 27. الحاجي مصطفى صنع الله أفندي (1603) (الفترة الثانية) 28. أبو الميامين مصطفى أفندي (1603 - 1604) (الفترة الأولى) 29. الحاجي مصطفى صنع الله أفندي (1604 - 1606) (الفترة الثالثة) 30. أبو الميامين مصطفى أفندي (1606) (الفترة الثانية) 31. الحاجي مصطفى صنع الله أفندي (1606 - 1608) (الفترة الرابعة) 32. خوجة زاده محمد أفندي (1608 - 1615) (الفترة الثانية) 33. خوجة زاده أسعد أفندي (1615 - 1622) (الفترة الأولى) 34. زكريا زاده يحيى أفندي (1622 - 1623) (الفترة الأولى) 35. خوجة زاده أسعد أفندي (1623 - 1625) (الفترة الثانية) 36. زكريا زاده يحيى أفندي (1625 - 1632) (الفترة الثانية) 37. أخي زاده حسين أفندي (1632 - 1634) 38. زكريا زاده يحيى أفندي (1634 - 1644) (الفترة الثالثة) 39. أبو سعيد محمد أفندي (1644 - 1646) (الفترة الأولى) 40. معبد أحمد أفندي (1646 - 1647) 41. حاجي عبد الرحيم أفندي (1647 - 1649) 42. بهائي محمد أفندي (1649 - 1651) (الفترة الأولى) 43. كارا جلبي زاده عبد العزيز أفندي (1651) 44. أبو سعيد محمد أفندي (1651 - 1652) (الفترة الثانية) 45. بهائي محمد أفندي (1652 - 1654) (الفترة الثانية) 46. أبو سعيد محمد أفندي (1654 - 1655) (الفترة الثالثة) 47. حسام زاده عبد الرحمن أفندي (1655 - 1656) 48. مميك زاده مصطفى أفندي (1656) 49. خوجة زاده مسعود أفندي (1656) 50. حفني محمد أفندي (1656) 51. بالي زاده مصطفى أفندي (1656 - 1657) 52. بولفي مصطفى أفندي (1657 - 1659) 53. أسيري محمد أفندي (1659 - 1662) 54. سني زاده سعيد محمد أمين أفندي (1662) 55. منكاري زاده يحيى أفندي (1662 - 1674) 56. شاتالجالي علي أفندي (1674 - 1686) 57. أنقراوي محمد أمين أفندي (1686 - 1687) 58. دباغ زاده محمد أفندي (1687 - 1688) (الفترة الأولى) | 1. محمد فيض الله أفندي (1688) (الفترة الأولى) 2. دباغ زاده محمد أفندي (1688 - 1690) (الفترة الثانية) 3. أبو سعيد زاده فيض الله فيضي أفندي (1690 - 1692) 4. شاتالجالي علي أفندي (1692) 5. أبو سعيد زاده فيض الله فيضي أفندي (1692 - 1694) 6. صداق محمد أفندي (1694 - 1695) 7. الإمام السيد محمد (1695) (الفترة الأولى) 8. محمد فيض الله أفندي (1695 - 1703) (الفترة الثانية) 9. بشمكجي زاده علي أفندي (1703) 10. يكشيشم حسين أفندي (1703) 11. إمام محمد أفندي (1703 - 1704) (الفترة الثانية) 12. بشمكجي زاده علي أفندي (1704 - 1707) (الفترة الثانية) 13. صادق محمد أفندي (1707 - 1708) 14. ابا زاده عبدالله أفندي (1708 - 1710) 15. بشمكجي زاده علي أفندي (1710 - 1712) (الفترة الثالثة) 16. ابا زاده عبدالله أفندي (1712 - 1713) 17. محمد عطا الله أفندي (1713) 18. إمام محمود أفندي (1713 - 1714) 19. ميرزا مصطفى أفندي (1714 - 1715) 20. منتش زاده عبدالرحمن أفندي (1715 - 1716) 21. أبو إسحاق إسماعيل أفندي (1716 - 1718) 22. يني شهيرلي عبدالله أفندي (1718 - 1730) 23. ميراز زاده شيخ محمد أفندي (1730 - 1731) 24. بشمكجي زاده عبد الله أفندي (1731 - 1732) 25. دامات زاده أبوالخير أحمد أفندي (1732 - 1733) 26. أبو إسحاق زاده إسحاق أفندي (1733 - 1734) 27. دري محمد أفندي (1734 - 1736) 28. سيد مصطفى أفندي (1736 - 1745) 29. بيري زاده محمد صاحب أفندي (1745 - 1746) 30. حياتي زاده محمد أمين أفندي (1746) 31. سيد محمد زين العابدين أفندي (1746 - 1748) 32. أبو إسحاق زاده محمد أسعد أفندي (1748 - 1749) 33. محمد سعيد أفندي (1749 - 1750) 34. سيد مرتضى أفندي (1750 - 1755) 35. عبد الله وصاف أفندي (1755) 36. دامات زاده فيض الله أفندي (1755 - 1756) 37. دري زاده مصطفى أفندي (1756 - 1757) (الفترة الأولى) 38. دامات زاده فيض الله أفندي (1757 - 1758) 39. محمد صالح أفندي (1758 - 1759) 40. شلبي زاده إسماعيل عاصم أفندي (1759 - 1760) 41. ولي الدين أفندي (1760 - 1761) (الفترة الأولى) 42. أبو بكر زاده احمد أفندي (1761 - 1762) 43. دري زاده مصطفى أفندي (1762 - 1767) (الفترة الثانية) 44. ولي الدين أفندي (1767 - 1768) (الفترة الأولى) 45. بيري زاده عثمان صاحب أفندي (1768 - 1770) 46. ميراز زاده سيد محمد سعيد أفندي (1770 - 1773) 47. ميراز زاده سيد محمد ضريف أفندي (1773 - 1774) 48. دري زاده مصطفى أفندي (1774) (الفترة الثالثة) 49. إيفاض باشا زاده إبراهيم بك أفندي (1774 - 1775) 50. صالح زاده محمد أمين أفندي (1775 - 1776) 51. وصاف زاده محمد أسعد أفندي (1776 - 1778) 52. محمد شريف أفندي (1778 - 1782) 53. سيد إبراهيم أفندي (1782 - 1783) 54. دري زاده سيد محمد عبدالله أفندي (1783 - 1785) 55. إيفاض باشا زاده إبراهيم بك أفندي (1785) 56. عرب زاده أحمد عبدالله أفندي (1785) 57. دري زاده محمد عارف أفندي (1785 - 1786) (الفترة الأولى) 58. مفتي زاده أحمد أفندي (1786 - 1787) 59. مكي محمد أفندي (1787 - 1788) (الفترة الأولى) 60. محمد كامل أفندي (1788 - 1789) 61. محمد شريف أفندي (1789) | 1. حامد زاده مصطفى أفندي (1789 - 1791) 2. سيد يحيى توفيق أفندي (1791) 3. مكي محمد أفندي (1791 - 1792) (الفترة الثانية) 4. دري زاده محمد عارف أفندي (1792 - 1798) (الفترة الثانية) 5. مصطفى عاشر أفندي (1798 - 1800) 6. سامان زاده عمر خلوصي أفندي (1800 - 1803) (الفترة الأولى) 7. صالح زاده أحمد أسعد أفندي (1803 - 1806) (الفترة الأولى) 8. شريف زاده عطاء الله محمد أفندي (1806 - 1807) (الفترة الأولى) 9. سامان زاده عمر خلوصي أفندي (1807) (الفترة الثانية) 10. شريف زاده عطاء الله محمد أفندي (1807 - 1808) (الفترة الثانية) 11. عرب زاده محمد عارف أفندي (1808) 12. صالح زاده أحمد أسعد أفندي (1808) (الفترة الثانية) 13. دري زاده عبد الله أفندي (1808 - 1810) (الفترة الأولى) 14. سامان زاده عمر خلوصي أفندي (1810 - 1812) (الفترة الثالثة) 15. دري زاده عبد الله أفندي (1812 - 1815) (الفترة الثانية) 16. محمد زين العابدين أفندي (1815 - 1818) 17. مكي زاده مصطفى عاصم أفندي (1818 - 1819) (الفترة الأولى) 18. جركز خليل أفندي (1819 - 1821) 19. ياسينجي زاده عبد الوهاب أفندي (1821 - 1822) (الفترة الأولى) 20. محمد رشيد أفندي (1822 - 1823) 21. مكي زاده مصطفى عاصم أفندي (1823 - 1825) (الفترة الثانية) 22. قاضي زاده محمد طاهر أفندي (1825 - 1828) 23. ياسينجي زاده عبد الوهاب أفندي (1828 - 1833) (الفترة الثانية) 24. مكي زاده مصطفى عاصم أفندي (1833 - 1846) (الفترة الثالثة) 25. أحمد عارف حكمت باي أفندي (1846 - 1854) 26. مشرب زاده محمد عارف أفندي (1854 - 1858) 27. محمد سعد الدين أفندي (1858 - 1863) 28. عاطف زاده حسام الدين أفندي (1863 - 1866) 29. محمد رفيق أفندي (1866 - 1868) 30. حسن فهمي أفندي (1868 - 1871) (الفترة الأولى) 31. أحمد مختار ملا باي أفندي (1871 - 1872) (الفترة الأولى) 32. أحمد مختار أفندي (1872 - 1874) 33. حسن خير الله أفندي (1874) (الفترة الأولى) 34. حسن فهمي أفندي (1874 - 1876) (الفترة الثانية) 35. حسن خير الله أفندي (1876 - 1877) (الفترة الثانية) 36. كارا خليل أفندي (1877 - 1878) 37. أحمد مختار ملا باي أفندي (1878) (الفترة الثانية) 38. أحمد أسعد أفندي (1878 - 1889) 39. عمر لطفي أفندي (1889 - 1891) 40. محمد جمال الدين أفندي (1891 - 1909) (الفترة الأولى) 41. محمد ضياء الدين أفندي (1909) 42. محمد صاحب أفندي (1909) 43. جلبي زاده حسين حسنو أفندي (1910) 44. موسى كاظم أفندي (1910 - 1911) (الفترة الأولى) 45. عبد الرحمن نسيب أفندي (1911 - 1912) 46. محمد جمال الدين أفندي (1912 - 1913) (الفترة الثانية) 47. محمد أسعد أفندي (1913 - 1914) 48. مصطفى خيري أفندي (1914 - 1916) 49. موسى كاظم أفندي (1916 - 1918) (الفترة الثانية) 50. عمر خلوصي أفندي (1918) 51. حيدر زاده إبراهيم أفندي (1918 - 1919) (الفترة الأولى) 52. مصطفى صبري أفندي (1919) (الفترة الأولى) 53. مصطفى صبري أفندي (1919) (الفترة الثانية) 54. مصطفى صبري أفندي (1919-1920) (الفترة الثالثة) 55. حيدر زاده إبراهيم أفندي (1919 - 1920) (الفترة الثانية) 56. دوري زاده عبد الله باي أفندي (1920) 57. مصطفى صبري أفندي (1920) (الفترة الرابعة) 58. مدني محمد نوري أفندي (1920 - 1922) |